# 省儿童医院新区站
省儿童医院新区站位于中华人民共和国安徽省合肥市肥西县青龙潭路与四合路交叉口地下，是合肥轨道交通3号线的地铁车站，工程站名下派河路站，曾拟命名为北张站。车站于2023年年底启用。因車站位置所在地在開發中土地，所以本站開通後是3號線上少數進出站人次不足千人的車站。

## 车站楼层
| B1 | 站厅                             | 出入口、票务服务、自动售票机、人工服务台 |  |
| B2 |                                  | █ 3号线列车往馆驿方向 （馆驿）           |  |
| B2 | 岛式站台                         |                                          |  |
| B2 | █ 3号线列车往相城路方向 （乐平） |                                          |  |

## 出入口
| 编号                | 位置           | 周边主要信息   |
| ------------------- | -------------- | -------------- |
| A · 出口 · （设有） | 青龍潭路（东） | 建设用地，暂无 |
| B · 出口            | 青龍潭路（东） | 建设用地，暂无 |
| [ 3 ]               | 青龍潭路（西） | 建设用地，暂无 |
| 图例： 设有 \| 设有 |                |                |

## 车站结构
省儿童医院新区站沿青龙潭路南北向布置。车站为地下二层岛式车站，全长630米，设置3座风亭，9个出入口。